# Dejure.org
dejure.org ist ein im Jahr 2000 gegründetes werbefinanziertes Rechtsinformationssystem, das frei über das Internet erreichbar ist. Die Plattform weist Gesetze und gerichtliche Entscheidungen nach und verknüpft sie untereinander sowie mit Berichten, die über das Web verfügbar sind, um Zitate und sonstige gegenseitige Bezugnahmen nachvollziehbar zu machen. 

## Inhalte
Die Datenbank verfügt über etwa 300 Gesetze im Volltext und weist über 1,9 Mio. Entscheidungen mit Verweisen und Fundstellen in der rechtswissenschaftlichen Literatur nach. In die Datenbank werden nur Veröffentlichungen aufgenommen, die bereits von offizieller oder privater Seite vorliegen, insbesondere in der amtlichen Gerichtsdatenbank.
Darüber hinaus bietet die Website eine kostenlose Vernetzungsfunktion an, die automatische Verlinkungen von Gesetzes- und Rechtsprechungszitaten über eine Schnittstelle ermöglicht. Diese Funktion wird etwa von zahlreichen Datenbanken, Onlinezeitschriften, Blogs und Kanzleien verwendet.

## Verbreitung und Rezeption
Mit mehr als 10 Mio. Zugriffen im Monat zählt dejure.org zu den meistgenutzten juristischen Diensten in Deutschland. Laut SimilarWeb lag dejure.org, gemessen an den Abrufen, im Juni 2022 weltweit auf Rang 29.109, in Deutschland auf Rang 1.080, unter den juristischen Plattformen im Netz lag es in Deutschland auf Platz 6. Bei einem Vergleich von Online-Angeboten zur juristischen Informationsbeschaffung kam die Legal Tribune Online im Jahr 2016 zu dem Ergebnis: „Nicht nur über die kostenpflichtigen Datenbanken wie Juris und Beck online, sondern auch über Angebote wie dejure.org findet man zumindest die meisten Urteile im Volltext nebst digitaler Fundstellen zu weiteren Beiträgen zum Thema binnen weniger Sekunden.“
In der wissenschaftlichen Literatur findet man Verweise auf dejure.org. Dort wird die Seite als Quelle angegeben, wenn man ganze Gesetze oder Paragraphen im Literaturverzeichnis angibt.
In journalistischen Berichten wird dejure.org auch als Quellenverweis für Gesetze, aber auch für Gerichtsurteile verwendet.

## Betreiber
Betreiber der Website https://dejure.org/ ist die dejure.org Rechtsinformationssysteme GmbH mit Sitz in Mannheim; Als Geschäftsführer sind Oliver García und Alfons Schulze-Hagen bestellt. Verantwortlicher im Sinne des Medienrechts ist Oliver García.